# Uczeń Polski

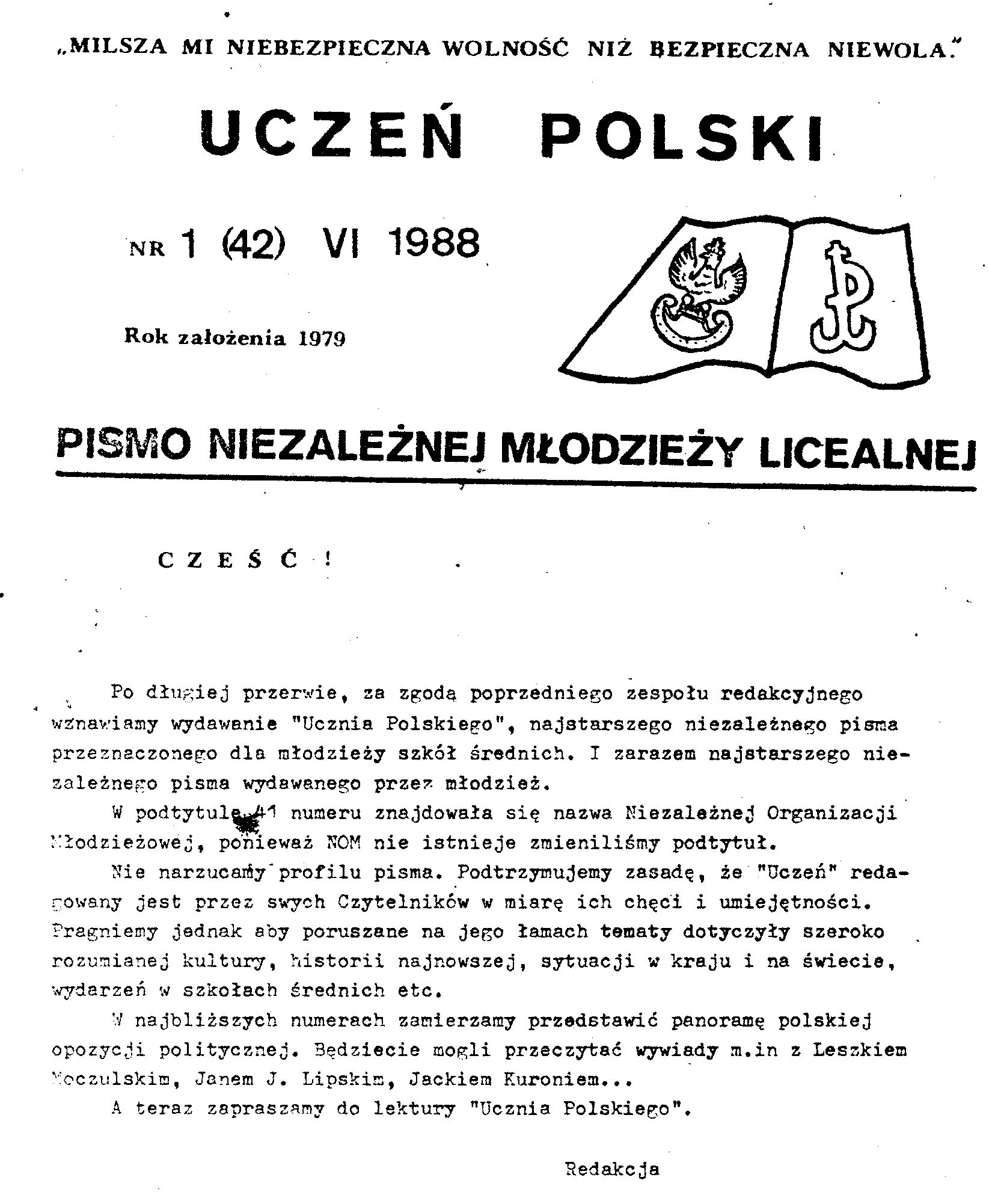
Pierwszy numer trzeciej i ostatniej serii „Ucznia Polskiego”: strona tytułowa

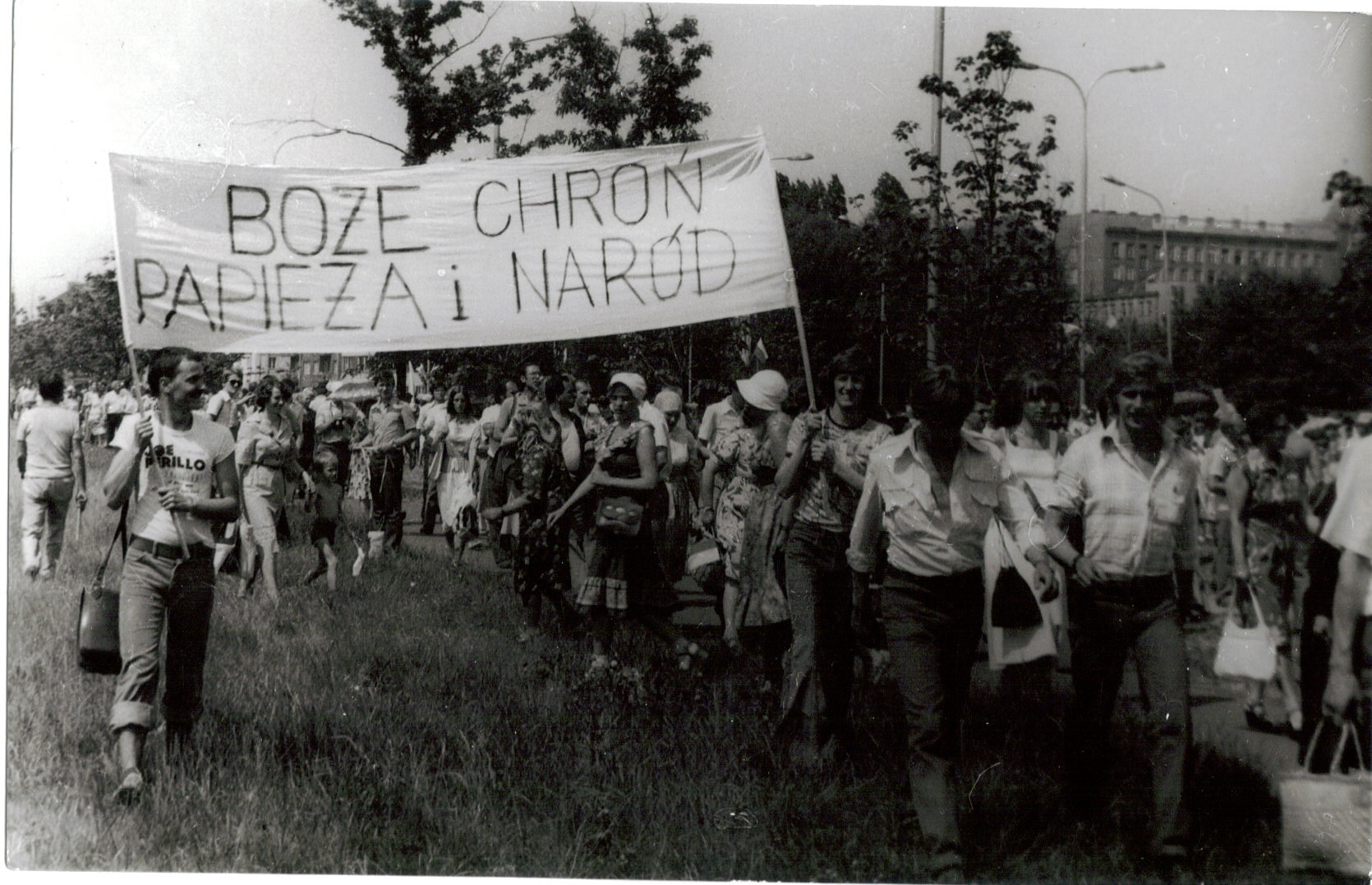
Tomasz Mickiewicz i Wojciech Ciszewski podczas wizyty Ojca Św. w czerwcu 1979

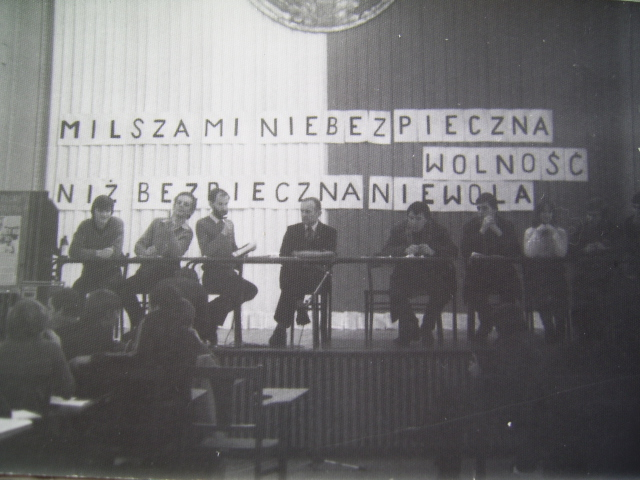
Kongres Federacji Młodzieży Szkolnej, SGGW-AR, 1981 rok

Uczeń Polski – niezależne pismo młodzieży szkolnej, wydawane poza cenzurą w latach 1979–1989.

## Historia
Pismo założone zostało przez uczniów warszawskich szkół średnich z Mokotowa (Wojciech Dutkiewicz, Piotr Kapuściński, Zbigniew Karaczun) i z Żoliborza (Wojciech Ciszewski, Tomasz Mickiewicz, Piotr Rogóyski). Prace redakcyjne rozpoczęły się jesienią 1978 roku, a pierwszy numer ukazał się drukiem w połowie 1979 roku. Od roku szkolnego 1980/81 w pracach redakcji uczestniczyli Tomasz Sokolewicz i Maciej Igielski. Od lipca 1981 pismo było afiliowane przy Krajowej Komisji Koordynacyjnej Niezależnego Zrzeszenia Studentów, a od października 1981 „Uczeń Polski” stał się pismem Federacji Młodzieży Szkolnej. Do grudnia 1981 spotkania redakcji odbywały się głównie w domu rodzinnym Tomasza Mickiewicza w Warszawie przy ul. Mierosławskiego 1. Adresem redakcji podawanym w stopce pisma było mieszkanie Andrzeja Czumy, rzecznika Ruchu Obrony Praw Człowieka i Obywatela.
Pierwsze numery pisma wydrukowało techniką offsetową Wydawnictwo Młoda Polska, a następne drukarnie ROPCiO w Lublinie i w Warszawie. Od maja 1980 do kwietnia 1981 pismo drukowane było metodą sitodrukową w ówczesnym mieszkaniu Piotra Rogóyskiego na Żoliborzu przy ul. generała Zajączka 27. Od kwietnia do listopada 1981 druk odbywał się w drukarni offsetowej kaliskiej „Solidarności”. Po wprowadzeniu stanu wojennego redagowanie „Ucznia Polskiego” przejął Krzysztof Czuma przy współpracy Macieja Kuleszy i Ireny Szymczak-Cieślińskiej. W tym składzie redakcji pismo wydawano do 1984 roku. Druk odbywał się na powielaczu białkowym w piwnicy domu przy ul. Mianowskiego 10, w którym znajdowało się mieszkanie Macieja Kuleszy.
W latach 1988–1989 ukazały się kolejne trzy numery pisma. Ostatnią redakcję tworzyli Jarosław Włodarczyk i Piotr Suffczyński, a w ostatnim roku ukazywania się „Ucznia” do redakcji dołączyli Piotr Kraśko i Wawrzyniec Rymkiewicz.
Od chwili swojego powstania „Uczeń Polski” był związany ideowo i organizacyjnie z Ruchem Obrony Praw Człowieka i Obywatela. Mottem pisma była dewiza: „Milsza mi niebezpieczna wolność niż bezpieczna niewola” (Rafał Leszczyński, XVI w.). W winiecie pisma znajdowała się otwarta książka przedstawiająca orła w koronie i kotwicę – symbol Polski Walczącej. Pismo poruszało tematykę życia szkolnego (np. „Kodeks Ucznia”, niezależne harcerstwo, wybory do samorządu szkolnego), publikowało artykuły odkłamujące historię Polski oraz korygujące podręczniki szkolne, komentowało bieżące wydarzenia polityczne i społeczne.
W latach 1979–1981 „Uczeń Polski” był pismem o nakładzie i zasięgu dorównującym czołowym pismom niezależnym wydawanym wówczas poza zasięgiem cenzury.

## Pseudonimy
Redaktorzy „Ucznia Polskiego” publikowali pod następującymi pseudonimami:
- Wojciech Ciszewski – „Lech Krzemieński”
- Wojciech Dutkiewicz – „Andrzej Rzecki”
- Maciej Igielski – „Marcin Grybowicz”
- Piotr Kapuściński – „Stanisław Rayski”
- Zbigniew Karaczun – „Michał Potocki”
- Tomasz Mickiewicz – „Marek Dominik”,
- Piotr Rogóyski – „Kazimierz Gabin” i „Stefan Grun”
- Tomasz Sokolewicz – „Jędrzej Starobielski”
- Jarosław Włodarczyk – „Junior”
- Piotr Kraśko – „Piotr Michał”